# 郎楷永
郎楷永（1937年—），男，籍贯不详，中国植物分类学家，曾任中国科学院植物研究所研究员。主要研究兰科植物。